# Kickxellomycota
Kickxellomycota Tedersoo et al., 2018 é um filo que agrupa um conjunto de fungos que tradicionalmente eram incluídos no agrupamento taxonómico polifilético Zygomycota.

## Taxonomia
Inicialmente integrado no subreino  Zoopagomyceta Benny, 2007, o filo Kickxellomycota agrupa fungos que estavam em incertae sedis.
Esta designação substituiu "Harpellomycotina", pois "Kickxellomycotina" tinha um nome base mais antigo. O nome deriva do género Kickxella, assim designado em honra do botânico belga Jean Kickx (1803-1864).
Com base no estudo taxonómico publicado em 2019, o filo Kickxellomycota apresenta a seguinte estrutura:
Subfilo Kickxellomycotina Benny 2007 ([[[Harpellomycotina]] Doweld 2014])
- Classe Dimargaritomycetes Tedersoo et al. 2018
  - Ordem Ramicandelaberales Doweld 2014
    - Família Ramicandelaberaceae Doweld 2014

  - Ordem Dimargaritales Benjamin 1979
    - Família Spinaliaceae Doweld 2014
    - Família Dimargaritaceae Benjamin 1959
- Classe Kickxellomycetes Tedersoo et al. 2018
  - Ordem Barbatosporales Doweld 2014
    - Família Barbatosporaceae Doweld 2014

  - Ordem Spiromycetales Doweld 2014
    - Família Spiromycetaceae Doweld 2014

  - Ordem Orphellales Valle et al. 2018
    - Família Orphellaceae Doweld 2014

  - Ordem Kickxellales Kreisel 1969 ex. Benjamin 1979
    - Família Kickxellaceae Linder 1943

  - Clado Trichomycetalia Cavalier-Smith 1998
    - Ordem Asellariales Manier 1950 ex. Manier & Lichtwardt 1978 emend. Valle & Cafaro 2008
      - Família Baltomycetaceae Doweld 2013
      - Família Asellariaceae Manier 1950 ex. Manier & Lichtward 1968 (ex-Orchesellariaceae Doweld 2014)

    - Ordem Harpellales Lichtwardt & Manier 1978 [Smittiales]
      - Família Harpellaceae Léger & Duboscq 1929 ex Kirk & Cannon 2007
      - Família Legeriomycetaceae Pouzar 1972 (ex-Genestellaceae Léger & Gauthier 1932)